# Mesgegra
 (signalé en juin 2025).
Si vous disposez d'ouvrages ou d'articles de référence ou si vous connaissez des sites web de qualité traitant du thème abordé ici, merci de compléter l'article en donnant les références utiles à sa vérifiabilité et en les liant à la section « Notes et références ».
- Archive Wikiwix
- Bing
- Cairn
- DuckDuckGo
- E. Universalis
- Gallica
- Google
- G. Books
- G. News
- G. Scholar
- Persée
- Qwant
- (zh) Baidu
- (ru) Yandex
- (wd) trouver des œuvres sur Wikidata

Mesgegra, dans la mythologie celtique irlandaise, est un roi de Leinster, qui appartient au « cycle d'Ulster ». Sa femme Buân ayant été enlevée par le druide Athirne et les guerriers Ulates (habitants d’Ulster), il assiège Dun Etair, tue Athirne, mais subit une sérieuse défaite de la part de Conall Cernach. Resté seul avec son cocher, celui-ci lui coupe la main au cours d’une dispute futile ; en proie à la honte, le serviteur se suicide. Arrivée de Conall qui le défie en combat singulier et, par respect des forces, demande qu’on lui entrave un bras. Mesgegra est tué, sa tête coupée et récupérée par sa veuve dont elle fait de la cervelle, une arme redoutable : une balle de fronde. Cette balle, lancée par Cêt Mac Magach tuera le roi Conchobar Mac Nessa. 